# Пірі (газове родовище)
Пірі (Пірі) — офшорне газове родовище в Індійському океані біля узбережжя Танзанії у блоці 2, правами на розробку якого володіє консорціум у складі норвезької Statoil (65 %, оператор) та ExxonMobil (35 %). Відноситься до газоносного басейну Мафія (отримав назву за островом Мафія із архіпелагу Занзібар).
Родовище виявили влітку 2014 року внаслідок спорудження буровим судном Discoverer Americas свердловини Piri-1, закладеної у двох кілометрах на південний захід від родовища Лавані-Головне. Вона знаходилась в районі з глибиною моря 2360 метрів, мала довжину 5695 метрів та пройшла через газонасичений інтервал у пісковиках нижньої крейди.
На початку 2015 року розміри відкриття уточнили за допомогою оціночної свердловини Piri-2 (довжина 5196 метрів).
Пірі планується включити до першого етапу розробки блоку 2 (разом з Зафарані, Лавані-Головне та Лавані-Глибоке). Наразі очікують, що видобуток з нього буде вестись через 3—5 свердловин. В той же час, станом на 2017 рік ще не було прийнято остаточного плану розробки, одним з варіантів якої є використанням плавучого заводу із зрідження газу (останнє дозволить уникнути прокладання трубопроводів по дну зі складним рельєфом, обумовленим численними підводними каньйонами).
За результатами буріння Piri-1 геологічні ресурси родовища оцінювались від 56 до 85 млрд м3 газу.